# سرجيو هيرنانديز
سرجيو هيرنانديز (بالإسبانية: Sergio Hernández)‏ هو ممثل تشيلي، ولد في 27 مايو 1945 في تشيلي.

## أعمال

### أفلام
- (2012) لا[3]
- (2013) جلوريا[4]

## وصلات خارجية
- سرجيو هيرنانديز على موقع IMDb (الإنجليزية)
- سرجيو هيرنانديز على موقع ألو سيني (الفرنسية)
- سرجيو هيرنانديز على موقع أول موفي (الإنجليزية)
- سرجيو هيرنانديز على موقع قاعدة بيانات الأفلام السويدية (السويدية)
- سرجيو هيرنانديز على موقع قاعدة بيانات الفيلم (الإنجليزية)
- سرجيو هيرنانديز على موقع كينوبويسك (الروسية)